# Српска народна слободоумна странка
Српска народна слободоумна странка је прва формално организована странка Срба у Монархији.

## Прилике пред оснивање странке
Мађарски народ није био задовољан Октобарском дипломом, иако је Мађарска добила значајне уступке. Опозиција против Аустрије испољавала се у масовним демонстрацијама. Најистакнутије личности мађарске опозиције били су Ференц Деак и Јожеф Етвеш. Аустријски цар одлучио се за завођење чврстог централизма. Донесен је Фебруарски патент 1861. године којим су поништена федералистичка решења Октобарске дипломе и уведена већа централизација државе. Сви ненемачки народи Монархије били су одлучни против Фебруарског патента. Као вођа мађарске опозиције Ференц Деак сматрао је да Угарска мора бити апсолутно равноправна с Аустријом.
У ово време одржава се Благовештански сабор, тачније 2-20. априла 1861. године у Сремским Карловцима. Политичка подела међу Србима нарочито се уочава на овом сабору. Срби су били сложни по питању захтева за добијање аутономне области, али нису били сложни у томе од кога треба тражити помоћ. На овом сабору уочавају се три струје, од којих једна подржава сарадњу са Аустријом (ова струја имала је већину на сабору и њу предводи јерархија), друга тражи сарадњу са Мађарима (коју предводи либерално грађанство на челу са адвокатом Светозаром Милетићем) и трећа која заступа средњу линију. Цар никада није испоштовао захтеве донесене на овом сабору.
Представници „мањине“ на сабору, односно Милетићеви либерали подржавали су мађарске захтеве за увођење дуалистичког устројства Монархије, али су били против такве поделе у којој би Немци у једном, а Мађари у другом делу државе постали апсолутни господари. По њиховој замисли оба дела Монархије после завођења дуализма треба уредити на федералистичким основама. Либерали су заступали примену начела народности.
Пораз код Садове у рату с Пруском, убрзао је реорганизацију Хабзбуршке Монархије. Аустрија је наставила преговоре са мађарском опозицијом, али није успела да приволи опозицију на уступке. Нагодба је објављена у виду Царског рескрипта 18. фебруара и изнета пред Угарски сабор који ју је усвојио 29. маја 1867. године. До тада јединствена Аустрија постала је федерација под именом Аустро-угарска. Деакова странка, коју је подржавао и Милетић, после тога је дошла на власт.
Једно од важнијих питања којим се нова дуалистичка монархија морала суочити било је питање многих народности које су живеле на територији Аустро-угарске.
Милетићу је поверена израда предлога закона о народностима од стране српског посланичког клуба Угарског сабора. Нацрт је предвиђао да у Угарској уставом буду признати следећи народи: Мађари, Словаци, Румуни, Срби, Русини и Немци. Међутим великомађарска политика угарског племства дошла је до изражаја. Закон о народностима усвојио је Угарски сабор новембра 1868. године. Национално политичко право признато је само Мађарима, а остали народи имали су правну једнакост као грађани али не и као припадници одређених нација. Закон о народностима означио је и крај једног раздобља у Милетићевој политици.

## Оснивање странке
Убрзо по доношењу Закона о народностима и распуштању Сабора, Милетић је одлучио да са јасним програмом и организованом странком, спремно дочека предстојеће изборе који су предвиђени за март 1869. године. У Новом Саду је образован „Привремени српско-народни слободоумни одбор“, а већ 17. и 20. јануара 1869. године у Застави је објављена Основа програма за српску либерално-опозициону странку. На крају су сви захтеви формулисани у пет тачака: 1) национално питање у Угарској; 2) развој уставности и грађанских слобода у Угарској и њен однос према Аустрији; 3) државност Хрватске; 4) Словени у аустријском делу државе; 5) Источно питање. О решењу националног питања у Угарској, Милетић је понављао оно што је већ било захтевано у предлогу српских и румунских посланика на Сабору 1865—1868. године. Равноправност свих народа ће се огледати у: признању свих језика у службеној употреби, заокружењу административних јединица по националном принципу, преуређење Горњег дома тако да постане представништво народности, увођењу свих језика у наставу на универзитете, оснивању државних виших и средњих школа у којима ће настава бити извођена на језицима појединих народности. Програм је био усмерен против Нагодбе, залагао се за већу независност Угарске, а у спољној политици задатак странке био је да се супротставља покушајима Аустрије да поврати утицај у Немачкој и њеном уплитању у Источно питање.
Нацрт странке је размотрен на састанку страначких првака у Новом Саду, 24. јануара 1869. године. Програм је требало да добије пун легитимитет тако што ће га усвојити страначка скупштина. Пошто је у Новом Саду владала ванредна управа, конференција странке одржана је у Великом Бечкереку, 28. јануара. У дворани магистрата окупило се око 300 српских политичара из разних делова Угарске. На основу Милетићевог нацрта, формулисан је Програм за кандидате и посланике на идућем Угарском сабору 1869. године. То је била само програмска декларација, у којој су у десет тачака биле дате главне смернице страначке политике, а затим је изабран Средишњи одбор странке који је требало да изради детаљан програм. У одбор су ушли: Јован Суботић, Стеван Павловић, Михаило Полит Десанчић, Александар Сандић,, Јован Хаџић, Миша Димитријевић, Лаза Костић, Ника Максимовић и други. Пошто одбор то није учинио, одлуке усвојене у Бечкереку остале су програм странке, која је усвојила званичан назив Српска народна слободоумна странка.

## Рад странке
Српска народна слободоумна странка учествовала је на изборима за Угарски сабор 1869. године. Странка није добро прошла на овим изборима, јер су границе изборних округа биле тако национално заокружене да су предност давале Мађарима (нпр. поједина суседна српска села су прикључивана разним срезовима у којима су Срби били у мањини). Тако је Српска народна слободоумна странка добила само два места у угарском парламенту (Милетић – изабран у башаидском срезу и Атанасије Коњовић – у Сомбору). У Новом Саду је у време избора владала ванредна комесарска управа, после чијег укидања су организовани избори (1870. године), на којима је изабран и трећи либерал – Стеван Павловић.
На заседањима парламента 1869 – 1872. године најгласнији у иступањима против великомађарских закона био је Светозар Милетић. Поред чисто српских питања, он је покретао и она која су била од значаја за Хрвате, Чехе, Пољаке. Одмах после избора 1869. године, он је критиковао аустро – угарску Нагодбу, истичући да се словенски народи и Румуни неће помирити са стањем потчињености. Он је тражио испуњење основних захтева свих народа и народности. Милетићеви иступи су му донели и велике проблеме – фебруара 1870. године он је лишен посланичког имунитета и затим осуђен на годину дана затвора и велику новчану казну. Он је и из затвора руководио странком и усмеравао активности њених посланика на Угарском сабору, а након повратка из затвора наставио је са протестима и предлозима. Као главни говорник странке, док је Милетић био у затвору, истицали су се Стеван Павловић и Ника Максимовић.
На црквено-народном сабору одржаном на Ђурђевдан 1870. године у Сремским Карловцима, Милетићеви либерали су имали већину и на његов предлог прихваћен је нови назив за ову институцију – Српски народни сабор. Сабор је имао функцију да уређује и решава све послове који се тичу црквене администрације, школе, манастира, црквеног фонда, бирања митрополита-патријарха. Овакве одлуке биле су неприхватљиве за црквену јерархију те су поднели сепаратни вотум (одвојени глас) Сабору и владару, али мађарска влада је ипак прихватила већину одлука следеће године.
Избори за Угарски сабор 1872-1875, заказани су за период између 10. и 20. јуна 1872. године, а на предизборном збору странке, одржаном 20. марта 1872. у Новом Саду, појавило се питање да ли уопште треба учествовати на изборима за Угарски сабор, како ће изгледати програм Српске народне слободоумне странке и како ће се странка организовати. Чланови странке, одржали су састанак 21. априла у Великом Бечкереку („Друга бечкеречка конференција“). Програм из 1869. године је ублажен тако што су изостављене речи којима је осуђивана аустроугарска Нагодба и тако што је изменом редоследа захтева промењена њихова важност.
На изборима кандидати странке победили су у четири изборна округа. У Башаиду је победио Милетић, у Бечкереку Александар Сандић, у Тителу Лаза Костић а 1874. године њима се придружује и Михаило Полит Десанчић (изабран у панчевачком округу након развојачења границе 1873. године). У Угарском сабору 1872-1875, посланици странке тражили су промене у државном уређењу у духу либерално-демократског парламентаризма и то укидањем Горњег дома Угарског сабора. Тражено је опште право гласа, тајно гласање, слободнија штампа и станачко састајање и удруживање. Посланици Српске народне слободоумне странке износили су и до тада у њиховим говорима ређе спомињане социјално-економске захтеве и опет истицали солидарност са тешким положајем словенских народа у Монархији – Чесима, Словацима, Пољацима, Словенцима и Хрватима.
На Преображенском црквено-народном сабору одржаном 18. августа 1872. године требало је изабрати новог патријарха. Владин кандидат био је Никанор Грујић, епископ пакрачки. Међутим, дошло је до преокрета – Милетић и већина устали су против церемонијала којим треба дочекати краљевског комесара Молинарија сматрајући церемонијал који потиче још из феудалног доба понижавајућим за српски народ. Мађарска влада је на предлог комесара Молинарија донела одлуку о распуштању Сабора и предузела репресивне мере. Именовала је за комесара барона Ладислава Мајтењија, великог жупана жупаније Хонт, са задатком да испита рад црквено-школских добара. Влада је сменила администратора патријаршије Атанасија Стојковића и на његово место поставила Никанора Грујића.
На следећем сабору одржаном од 29. јуна до 11. јула 1874. године, за митрополита-патријарха изабран је митрополит Румунске православне цркве Прокопије Ивачковић. После тога су посланици Сабора радили на питањима унутрашње црквене управе при чему су конзервативци тежили да Синод бира епископе и митрополита-патријарха и да уређује црквене општине и друга црквено-народна добра. Милетићевци су насупрот томе сматрали да је Српска православна црква-саборна црква и да је утицај народа оправдан. Међутим, извршене су одговарајуће корекције које је предлагала мађарска влада и потврђено је ново устројство Сабора 1875. године.
На изборима за Угарски сабор 1875-1878. ситуација је изгледала неповољно по странку, а решење српског питања на Угарском сабору у духу Бечкеречког програма још мање вероватно. Изабрана су само два посланика Српске народне слободоумне странке, Милетић у Тителском срезу, а у Панчеву је опет победио Михаило Полит Десанчић. Прваци странке су се још уочи избора за Сабор разилазили у питању потребе да се попуштањем умањи притисак угарских власти или да се заузме чврсто опредељење у духу првог Бечкеречког програма. Странка је у овој несугласици све више слабила и њени бирачи су јој све мање веровали.
Источно питање постало је актуелно за време трогодишњег мандата Угарског сабора. Већ појавом Милетићеве и Политове расправе о Источном питању, Срби у Угарској су добили свој спољнополитички програм који је обухватао и Босну и Херцеговину. Застава је прве вести о Херцеговачком устанку 1875. године пропратила врло суздржано. Међутим, како је устанак одмицао, Застава и други српски листови у Хабзбуршкој Монархији су све гласније позивали на рат – чак гласније од београдских новина. Уочи српско – турског рата Аустро-угарска је од Русије добила пристанак за окупацију Босне и Херцеговине. Став аустроугарских власти према првацима Српске народне слободоумне странке због њиховог мешања у источне ствари, због ратоборног подстрекивања Србије и Црне Горе и због става да Босна и Херцеговина треба да буду у саставу српских кнежевина, постајао је све оштрији. Једна од конкретних мера да се сасвим онемогући странка и њена агитација у сваком смеру али и да се српско питање дефинитивно отклони уследила је 1876. године, када је ухапшен вођа странке Светозар Милетић због наводног агитовања у Београду за учешће угарских Срба у рату против Турске. Милетић је осуђен на пет година затвора. Милетићево тамновање уједно представља и крај политике у којој је српско грађанство покушавало да реши српско питање у Угарској на основама равноправног политичког статуса српског народа.

## Распад странке
За Србе у јужној Угарској, Милетићево тамновање имало је кобне последице. Најборбенија опозициона српска странка била је обезглављена; редови присталица почели нагло да се осипају и проређују, а у самом руководству странке настајала су превирања која су доводила до честих раздора. Милетићев изненадни повратак на политичку сцену након помиловања био је краткотрајан, јер га је болест од које је боловао у затвору онемогућила да поврати целовитост Српске народне слободоумне странке. Одлука да се сазове велика предизборна страначка конференција у Новом Саду по угледу на прве две бечкеречке 1869. и 1872. године, као и после два безуспешна покушаја 1875. и 1878. године, била је доказ да се треба очувати углед странке који је био нарушен.
Новосадски збор одржан је 1881. године. Милетић је већ изашао из затвора али није више био централна личност. Овде се први пут уочава струјање у самој странци. Новосадски збор није успео да успостави јединство у странци, чак је и убрзао распад странке и то на три струје: десницу, центар и левицу. Разлог овог распадања био је раслојавање малограђана на пролетере и грађане.
Почетком 1884. године у Милетићевој странци већ су се потпуно оформиле три струје. То су: лева прогресивна која је била окупљена око Јаше Томића и Лазе Нанчића, десна конзервативна, такозвани нотабилитети окупљени око Нике Максимовића и Светислава Касапиновића и средња - умерени либерали коју су чинили Михаило Полит Десанчић и Миша Димитријевић.
Нотабилитети су априла 1884. године организовали збор у Кикинди на којем су понудили нови програм странке. Против нотабилитетског програма изјаснили су се Јаша Томић и Лаза Нанчић. Већина збора је прихватила овај нови Кикиндски програм, као и предлог да се присталице програма организују у посебну Српску народну странку са Заставом као главним органом.
На збору у Сентомашу (Србобрану), априла 1887. године последњи пут странка покушава да заједнички донесе предизборне одлуке. Задатак је био да се одлучи са којим програмом ће посланици иступити на Угарском сабору. За проширени Бечкеречки програм из 1869. године биле су Томићеве присталице, а за непромењени Бечкеречки програм из 1872. године биле су Политове присталице. Начелне разлике нису биле превазиђене.
На рушевинама старе Српске народне слободоумне странке, већ идућег месеца основане су две нове Српска народна либерална странка и Српска народна радикална странка.